# کمبود منگنز
کمبود منگنز در انسان منجر به تعدادی از مشکلات پزشکی می‌شود. منگنز یک عنصر حیاتی در تغذیه در مقادیر بسیار کم است (میزان مصرف روزانه برای مردان بالغ: ۲٫۳ میلی‌گرم). با این حال ممکن است با مصرف بیش از حد آن، مسمومیت ایجاد شود.

## عملکرد
منگنز جزء برخی از آنزیم‌ها است و باعث تحریک رشد و فعالیت آنزیم‌های دیگر می‌شود. سوپراکسید دیسموتاز منگنز (MnSOD) آنتی‌اکسیدان اصلی در میتوکندری است. چندین آنزیمِ فعال‌شده توسط منگنز به متابولیسم کربوهیدرات‌ها، اسیدهای آمینه و کلسترول کمک می‌کنند.
کمبود منگنز باعث تغییر شکل اسکلتی در جانوران می‌شود و از تولید کلاژن در بهبود زخم‌ها جلوگیری می‌کند.